# Scotophilus marovaza
Scotophilus marovaza és una espècie de ratpenat de la família dels vespertiliònids. És endèmic del Madagascar.

## Etimologia
El nom específic deriva de la localitat a la part nord-occidental de l'illa malgaixa on fou capturat el 2004 l'holotip, un mascle adult actualment conservat amb número de catàleg FMNH 184050 al Museu Field d'Història Natural de Chicago.

## Descripció

### Dimensions
És un ratpenat de petites dimensions, amb una llargada total d'entre 100 i 113 mm, la llargada de l'avantbraç d'entre 41 i 45 mm, la llargada de la cua d'entre 38 i 45 mm, la llargada del peu d'entre 6 i 7,2 mm, la llargada de les orelles d'entre 13 i 15 mm i un pes de fins a 15,5 g.

### Aspecte
El pelatge és curt. El cos és robust i el cap és gros. Les parts dorsals són marró-rogenques, amb una franja dorsal més clara, mentre que les parts ventrals són grogues-marronoses clares. El musell és curt i ample, a causa de la presència de dues masses glandulars als costats. El tragus és llarg, falciforme, amb l'extremitat fusiforme i un lòbul a la base. Les membranes alars són de color marró fosc. La punta de la llarga cua s'estén lleugerament més enllà de l'ample uropatagi. Emet una forta olor de mesc.

### Ecolocalització
Emet ultrasons a baix cicle de treball en forma d'impulsos de freqüència gairebé constant amb una màxima energia d'aproximadament 45,9 kHz.

## Biologia

### Comportament
Alguns individus foren capturats sota el sostre d'una cabana fet amb fulles seques de palmeres de l'espècie Bismarckia nobilis.

### Alimentació
S'alimenta d'insectes.

### Reproducció
Una femella capturada al mes de novembre es trobava en un evident estat d'alletament. Probablement les femelles entren en estre al principi de l'estació plujosa, entre novembre i febrer, mentre que els mascles estan sexualment actius gran part de l'any.

## Distribució i hàbitat
Aquesta espècie és difosa a la part occidental de Madagascar, des de la localitat de Marovaza, prop de Mahajanga, fins a Morondova al sud-oest.
Viu als boscos caducifolis secs secundaris i a les sabanes amb prevalença de palmeres fins a 200 metres d'altitud.

## Estat de conservació
La Llista Vermella de la UICN, tenint en compte el seu vast àmbit de distribució a la part occidental de l'illa i la falta d'amenaces rellevants, classifica S. marovaza com a espècie en risc mínim (LC).